# Кизюрин, Александр Дмитриевич
Алекса́ндр Дми́триевич Кизю́рин (22 апреля [4 мая] 1879, Александровка, Пензенская губерния — 12 декабря 1971, Омск) — садовод, доктор сельскохозяйственных наук, профессор.

## Биография
Родился 22 апреля (4 мая) 1879 года в селе Александровка (ныне — в Каменском районе Пензенской области) в крестьянской семье. Окончил Пензенское училище садоводства, в 1902 году — Эйсбургский институт садоводства и виноградарства в Германии. В течение двух лет стажировался в семеноводческих хозяйствах Тюрингии.
В 1905—1907 годы преподавал специальные дисциплины в одной из школ на Черниговской губернии. За антиправительственные выступления подвергался обыскам и арестам; в 1907 году был выслан из Черниговской губернии без права жительства в университетских городах с запрещением заниматься преподавательской деятельностью, работал в Российском обществе садоводов Самарской губернии. В 1913 году окончил Санкт-Петербургский институт высших коммерческих знаний. В 1918—1930 годы преподавал в Пензенском училище садоводства. В 1930—1959 годы — заведующий кафедрой плодоводства в Омском сельскохозяйственном институте. Председатель Омского отдела Географического общества СССР.
Был избран:
- депутатом (от Омской области, по Называевскому округу[4]) Совета Союза Верховного Совета СССР 4-го созыва (1954—1958)[5], как старейший депутат открывал первую сессию Верховного Совета СССР 4-го созыва[2];
- депутатом Омского областного и Омского городского Советов депутатов трудящихся[3].

Умер в Омске 12 декабря 1971 года; похоронен на Старо-Северном кладбище.

## Научная деятельность
Доктор сельскохозяйственных наук (1937); доцент (1935), профессор (1937).
Подготовил восемь кандидатов наук.
Основные направления исследований — создание стелющихся форм плодовых деревьев.

### Избранные труды
- Кизюрин А. Д. Весенняя работа в саду. — [Омск] : Омское обл. гос. изд-во, 1950. — 10 с. — (В помощь работникам сельского хозяйства : Лекция ; 20)
- Кизюрин А. Д. Кустовидно-стелющийся метод сибирского плодоводства. — Омск : Кн. изд-во, 1963. — 56 с.
- Кизюрин А. Д. Методы сибирского садоводства : Практич. указания в помощь колхозам и совхозам Сибири. — Омск : Омгиз, 1936. — 28+2 с.
- Кизюрин А. Д. Основы стланцевой культуры яблони. — Омск : Обл. кн. изд-во, 1956. — 62 с.
- Кизюрин А. Д. Плодоводство Сибири в припочвенном климате : (К проблеме освоения Зап.-Сиб. равнины и к продвижению плодоводства на север) / Сиб. ин-т сел. хоз. Кафедра плодоводства. — Омск : т.-л. изд-ва «Раб. путь», 1934. — 39 с.
- Кизюрин А. Д. Стелющийся сад. — М.: Сельхозгиз, 1937. — 44+2 с. — (Новое в сельском хозяйстве ; Вып. 3)
- Кизюрин А. Д. Стелющийся сад и кустовая система. — Омск : Омгиз, 1938. — 60 с.

## Награды
- орден Ленина[К 1]
- два ордена Трудового Красного Знамени
- орден «Знак Почёта»
- медали[3]:
  - три большие золотые и малая золотая медали Всесоюзной сельскохозяйственной выставки[2].

## Память
При кафедре садоводства Омского аграрного университета имени П. А. Столыпина (агрономический факультет) действует научно-педагогическая школа имени профессора А. Д. Кизюрина «Приёмы интенсификации сибирского садоводства».
Статьи, брошюры, выступления на радио и переписка А. Д. Кизюрина хранятся в Историческом архиве Омской области (фонд № Р-2209).

## Комментарии
1. ↑  Информация о присвоенном звании Героя Социалистического Труда[8] не подтверждается другими источниками.